# Pigrogromitus timsanus
Pigrogromitus timsanus is een zeespin uit de familie Ascorhynchoidea. De soort behoort tot het geslacht Pigrogromitus. Pigrogromitus timsanus werd in 1927 voor het eerst wetenschappelijk beschreven door Calman. 